# 深鎖春光一院愁
《深鎖春光一院愁》（英語：All That Heaven Allows）是一部於1955年上映的愛情劇情片，由道格拉斯·瑟克執導、羅斯·亨特監製、並由佩格·芬威克根據愛德娜·L·李（Edna L. Lee）和哈利·李（Harry Lee）的故事改編。這部電影講述了珍·惠曼飾演的中年寡婦與洛克·哈德森飾演的年輕園丁之間的姐弟戀與其造成的社會壓力與複雜的心理關係。

## 劇情
卡莉·史考特是一名住在新英格蘭郊區小鎮史托寧罕（Stoningham）的有錢寡婦，她的社交生活圍繞著她上大學的兒子和女兒的周末拜訪、在好友的鄉村俱樂部活動以及幾個男人為她爭風吃醋。卡莉在這樣日復一日、枯燥乏味的生活中開始對她的樹藝師羅恩·柯比產生了興趣。羅恩是一個聰明、腳踏實地、受人尊敬又充滿激情的年輕人，卡莉也發現他對他們所生活的物質社會之外的簡單生活感到滿意。羅恩將卡莉介紹給他的朋友們，這些人似乎不在乎財富或地位，他們的熱情與她的古板形成了鮮明的對比。
隨著兩人墜入愛河，羅恩決定向卡莉求婚。卡莉雖然接受了，但由於他們的年齡、階層和生活方式不同，她對兩人關係能否維持感到擔憂，而當她告訴孩子和朋友自己訂婚的消息並遭到堅決反對時，她變得更加擔憂了，最終導致她與羅恩分手。對她改變主意影響最大的是她的孩子們抗議卡莉出售自家住宅並搬到羅恩的苗圃的計劃，因為他們不想去那裡探望她。
卡莉獨自度過了大部分的聖誕節假期，她開始懷念與羅恩在一起的生活，但她認為自己已經錯過了幸福的機會，而且誤以為羅恩已經移情別戀。在聖誕節，卡莉的女兒宣布自己要結婚了，卡莉的兒子則表示自己可能要出國留學，然後到海外工作，所以提議要賣掉這棟給卡莉自己住太大了的房子。卡莉對自己的犧牲是如此毫無意義感到不知所措，因此即便孩子們給她一台電視機來填補她空虛的生活時，也沒能提振她的精神。
卡莉因為經常出現頭痛而去看醫生，而醫生認為這是由於她的身體懲罰她結束與羅恩的戀情而引起的。卡莉離開診所時遇到了羅恩的一位朋友，在他們的談話過程中，她得知羅恩仍然單身。卡莉去了羅恩的住所，但後來改變了心意離開了。羅恩從懸崖上看到卡莉，並興奮地試圖引起她的注意，但沒有成功。羅恩腳下的地面塌陷，他從懸崖上掉了下來。
那天晚上，從羅恩的朋友得知他出事的卡莉趕緊趕到了羅恩家，她決定不再讓其他人決定她的生活，並安頓下來照顧羅恩恢復健康。電影最後卡莉告訴了恢復意識的羅恩說自己已經到家了。

## 演員
- 珍·惠曼飾演卡莉·史考特（Cary Scott）
- 洛克·哈德森飾演羅恩·柯比（Ron Kirby）
- 阿格尼丝·穆尔黑德飾演莎拉·沃倫（Sara Warren）
- 康拉德·內格爾（英语：Conrad Nagel）飾演哈維（Harvey）
- 維吉妮雅·格雷（英语：Virginia Grey）飾演愛莉達·安德森（Alida Anderson）
- 格洛麗亞·塔爾博特（英语：Gloria Talbott）飾演凱·史考特（Kay Scott）
- 克雷格·雷諾茲（英语：William Reynolds (actor)）飾演奈德·史考特（Ned Scott）
- 查爾斯·德雷克（英语：Charles Drake (actor)）飾演米克·安德森（Mick Anderson）
- 海登·洛克（英语：Hayden Rorke）飾演丹·漢尼西醫生（Dr. Dan Hennessy）
- 賈克琳·德威特（英语：Jacqueline deWit）飾演莫娜·普拉什（Mona Plash）
- 莉·史諾登（英语：Leigh Snowden）飾演喬-安·格里斯比（Jo-Ann Grisby）
- 唐納德·柯提斯（英语：Donald Curtis）飾演霍華德·霍弗（Howard Hoffer）
- 亞歷克斯·傑瑞（Alex Gerry）飾演喬治·沃倫（George Warren）
- 內斯特·佩瓦（英语：Nestor Paiva）飾演曼努爾（Manuel）
- 福雷斯特·路易斯（英语：Forrest Lewis）飾演維克斯先生（Mr. Weeks）
- 托爾·艾弗里（英语：Tol Avery）飾演湯姆·艾倫比（Tom Allenby）
- 梅麗·安德斯（英语：Merry Anders）飾演瑪麗·安（Mary Ann）
- 大衛·詹森（英语：David Janssen）（未掛名）飾演佛萊迪·諾頓（Freddie Norton），凱的男友
- 吉雅·斯卡拉（英语：吉雅·斯卡拉）（未掛名）飾演瑪格麗塔（Marguerita），曼努爾的女兒

## 製作

### 劇本
編劇佩格·芬威克根據愛德娜·L·李（Edna L. Lee）和哈利·李（Harry Lee）的394頁同名小說創作了《深鎖春光一院愁》的劇本。紐約公共圖書館擁有的原始劇本副本的各個頁面上的註釋表明該劇本寫於1954年8月。
劇本中的某些場景與電影最終拍成的場景不同。例如在劇本中，洛克·哈德森飾演的羅恩·柯比躺在草地上吃午餐，但在電影的最後剪輯版中，他與珍·惠曼飾演的卡莉·史考特共進午餐。
瑟克曾考慮讓哈德森的角色在電影結局時死去，但製片人亨特不允許，因為他想要一個更正面的結局。

### 籌備
在1954年的《地老天荒不了情》取得成功後，環球國際影業公司希望瑟克再拍一部由惠曼和哈德森主演的電影。瑟克發現《深鎖春光一院愁》的劇本「相當不可能」完成，但他能夠對其進行重新編排，並利用大量的預算完全按照他想要的方式拍攝和編輯這部電影。
當年僅38歲的惠曼得在片中飾演一名與年輕小夥子訂婚而引發孩子與社會非議的「年長女人」，而演出年輕小夥子的哈德森在當時已29歲。

### 拍攝
片中的一些外景是在「殖民街」拍攝的，這是派拉蒙影業四年前在環球影城建造的工作室外景場地，最初使用在電影《危急時刻》的拍攝。場地經過重新設計來仿造出一個新英格蘭地區的中上層階級小鎮。影片中只有一個可見的起重機鏡頭，鏡頭在片頭掃過整個虛構的史托寧罕小鎮。跟踪鏡頭和推車鏡頭經常用於室內拍攝。這個場地後來也出現在電視劇《天才小麻煩》之中。

### 配樂
整部電影中反復使用李斯特的《降D大調第3號安慰曲》和布拉姆斯的《第1號交響曲》，後者還有經過重新編曲。除此以外電影也使用出自舒曼《幻想曲集》的樂章《Warum?》的片段。

## 評價
《深鎖春光一院愁》在電影媒體行業中被定位為專門針對女性觀眾市場的「女性电影」。許多影評媒體都將這部電影與先前同樣由惠曼和哈德森主演、瑟克執導的《地老天荒不了情》相比較。《電影日報》的一篇評論給這部電影總體上正面的評價，讚揚了瑟克對色彩和场面调度的運用：「電影使用特藝七彩著色，外部鏡頭和內部場景的拍攝如此精美，以至於它們突出電影中的動作，增強了講述故事的效果。」《電影日報》還報導稱，該電影首映首日票房收入為16,000美元，在亞特蘭大、邁阿密、紐奧良和傑克孫維等地的票房收入「高於平均水平」。
《深鎖春光一院愁》先於1955年8月25日在英國上映，比美國首映還早幾個月。這部電影於聖誕節檔期在美國洛杉磯首映，纽约則在1956年2月28日首映，同時在此期間對《McCall's》、《家庭生活圈》、《婦女節》、《紅皮書》等流行女性雜誌上積極的投放廣告等宣傳活動。
瑟克在1960年代時因執導許多劇情俗套過時且毫無意義的好萊塢電影而評價低落，但隨著德國新浪潮導演赖纳·维尔纳·法斯宾德等後起新秀的讚賞以及由喬·哈利戴採訪並寫成、描述了瑟克的美學和（經常具有顛覆性的）社會觀點的《Sirk on Sirk》（1971年）一書的出版，瑟克在1970年代又得以被重新正視。在那之後，瑟克與《深鎖春光一院愁》的評價不斷提高，影評理查·布羅迪稱瑟克為通俗剧和喜劇的大師，而這部電影因使用亨利·戴维·梭罗《瓦爾登湖》的本土美國哲學而引人注目。
在爛番茄上，《深鎖春光一院愁》基於32條觀眾影評收獲了91%好評率，平均評分為7.7/10。該網站的評論家共識認為這部電影具有「寬廣的胸懷，宏大的戲劇性，甚至更豐富的色彩，《深鎖春光一院愁》是道格拉斯·瑟克的顛峰之作」。

## 影響
《深鎖春光一院愁》啟發了法斯賓德創作出1974年的電影《恐惧吞噬灵魂》，講述了一位老婦人愛上一名阿拉伯移工男子的故事。約翰·華特斯在《奇味吵翻天》中惡搞了《深鎖春光一院愁》的劇情。陶德·海恩斯的《遠離天堂》是對瑟克作品的致敬之作，特別是對《深鎖春光一院愁》和《春風秋雨》。法蘭索瓦·歐容的《八美图》中冬天與鹿的場景也讓人想起《深鎖春光一院愁》。
1995年，《深鎖春光一院愁》因在「文化上、歷史上或美學上具重要意義」而被美國國會圖書館選入國家影片登記表保存。

## 外部連結
- 互联网电影数据库（IMDb）上《深鎖春光一院愁》的资料（英文）
- AllMovie上《深鎖春光一院愁》的资料（英文）
- TCM电影资料库上《深鎖春光一院愁》的资料（英文）
- 美国电影学会目录上的《深鎖春光一院愁》（英文）
- 《All That Heaven Allows: An Articulate Screen》 （页面存档备份，存于） — 蘿拉·馬維（英语：Laura Mulvey）在标准收藏網站上對這部電影的解析文章。
- 《All That Heaven Allows》 （页面存档备份，存于） — 蓋瑞·莫里斯（Gary Morris）在Images Journal網站上的DVD點評
- 《紐約客》影評理查·布羅迪的採訪 （页面存档备份，存于）
- 《All That Heaven Allows》 — 丹尼爾·伊根（Daniel Eagan）的文章，取自《America's Film Legacy: The Authoritative Guide to the Landmark Movies in the National Film Registry》，A&C Black，2010 ISBN 0826429777，第509-509頁。